# Ochrona katodowa

Ochrona metali przed korozją (przykład rurociągu podziemnego) – zasada katodowej ochrony elektrolitycznej (góra) i galwanicznej (dół)

Ochrona katodowa – jedna z elektrochemicznych metod ochrony metali przed korozją elektrochemiczną, która polega na tym, że do chronionej konstrukcji dołącza się zewnętrzną anodę. Powierzchnia chronionego metalu staje się katodą – elektrodą, na której zachodzą reakcje redukcji depolaryzatora, a nie zachodzi utlenianie metalu, czyli jego korozja.
Przebieg reakcji katodowych można wywołać, opcjonalnie:
- stosując zewnętrzne źródło napięcia (ochrona katodowa elektrolityczna)
- zapewniając kontakt chronionej konstrukcji z protektorem – metalem o niższym potencjale w środowisku korozji (ochrona katodowa galwaniczna,  ochrona protektorowa)

## Podstawy fizykochemiczne

Wykres Evansa: Polaryzacja układu metal chroniony–protektor

Fizykochemiczne podstawy metod elektrochemicznej ochrony metali przed korozją formułuje:
- termodynamika reakcji, zachodzących w układach metale–środowisko
- kinetyka procesów elektrochemicznych, zachodzących w zamkniętym obwodzie elektrycznym

Graficzną ilustracją równowag termodynamicznych są np. wykresy Pourbaix, sporządzane w układzie współrzędnych potencjał–pH. Na tych wykresach jest określane położenie obszarów termodynamicznej trwałości:
- metalu (obszar odporności na korozję)
- stałych produktów utlenienia (obszar potencjalnej pasywacji)
- jonów w roztworze wodnym (korozja)

Metal, którego stan określa punkt leżący w obszarze korozji, można ochraniać zmieniając jego potencjał elektryczny i kwasowość środowiska.
Różnica między potencjałem elektrody w stanie równowagi i potencjałem w zamkniętym ogniwie galwanicznym jest nazywana nadnapięciem lub nadpotencjałem. W pracującym ogniwie (układ oddalony od stanu równowagi) elektrody ulegają polaryzacji – potencjał katody zmniejsza się, a potencjał anody wzrasta, tym bardziej im większa jest gęstość prądu, związana z szybkością odpowiednich reakcji elektrodowych (nadnapięcie aktywacyjne) oraz z szybkością dyfuzji substratów i produktów tych reakcji (polaryzacja stężeniowa). Ustala się stan równowagi dynamicznej. Zależności potencjałów elektrod od gęstości prądu są przedstawiane na wykresach Evansa.
Natężenie prądu, płynącego w nie zasilanym z zewnątrz obwodzie ochronnym (ochrona galwaniczna), jest proporcjonalne do szybkości roztwarzania się protektora. Efektywność uzyskiwania prądu ochronnego zależy od rodzaju użytego materiału (sprawność protektora). Jeżeli obwód jest zasilany z zewnątrz, np. z prostownika (ochrona elektrolityczna), informacje o potencjałach równowagowych i mechanizmach polaryzacji pozwalają ustalać, jakie wartości gęstości prądu ochronnego gwarantują przesunięcie potencjału chronionej konstrukcji poza obszar korozji. W czasie obliczeń wykorzystuje się wyniki badań rezystancji (R) środowiska, w którym znajduje się konstrukcja i anody ochronne (np. grunt, woda morska, woda słodka).

## Ochrona katodowa elektrolityczna

Elektrolityczna ochrona katodowa
Ochrona rurociągów podziemnych lub podwodnych polega na zastosowaniu zewnętrznego źródła napięcia (prostownik) i anod ochronnych, rozmieszczonych w pobliżu (zamknięcie obwodu elektrycznego przez elektrolit)

### Materiały i urządzenia
W układach ochrony katodowej elektrolitycznej, są używane trwałe anody ochronne („uziomy”), połączone przewodami elektrycznymi z dodatnim biegunem prostownika. Chroniona konstrukcja jest łączona z biegunem ujemnym. Obwód elektryczny zamyka elektrolit (np. roztwory glebowe).
Do ochrony metalowych instalacji w gruncie są stosowane prostowniki o napięciu wyjściowym 50 V, a w wodzie morskiej – 24 V.
Anody ochronne są wykonywane z takich materiałów, jak:
- stopy żelaza z krzemem (zobacz: żelazokrzem, dodatek stopowy)
- grafit
- platynowany lub pokrywany tlenkami metali tytan lub tantal
- kable miedziane w izolacji z przewodzących polimerów
- stal (np. odcinki rur)

Elektrody są umieszczane w zasypce z koksiku węglowego lub ponaftowego, co zwiększa ich trwałość i zmniejsza własną rezystancję.
Poza elektrycznym obwodem prądowym (polaryzującym) stosuje się obwód kontrolny („potencjałowy”). W jego skład wchodzi elektroda odniesienia (np. Cu/CuSO4 nas.) i miliwoltomierz, włączony w system operacyjnego monitorowania wartości potencjałów na powierzchni chronionej konstrukcji. Poza pomiarami napięcia wykonuje się pomiary korozymetryczne. Polegają one na określaniu przyrostu rezystywności próbki metalu, która jest umieszczona w środowisku korozji (np. ziemi).

### Zastosowania
Ochrona katodowa elektrolityczna jest stosowana powszechnie, np. do ochrony:
- rurociągów w wodzie morskiej lub gruncie
- zbiorników zakopywanych w gruncie lub zasypywanych (np. zbiorników paliw, odizolowanych od instalacji naziemnych)
- zbrojenia żelbetu[11]

Podstawowa ochrona rurociągów polega na stosowaniu powłok ochronnych, metalicznych, nieorganicznych lub organicznych, jedno– lub wielowarstwowych. Stosuje się powłoki o dużej rezystywności (≥1012 Ωm) i dużej wytrzymałości na przebicie prądem o wysokim napięciu (≥10 kV/mm).  Nakładanie i konserwacja szczelnych i trwałych warstw to działania trudne i kosztowne. Stosowanie powłok o niższej jakości, wspomaganych elektrochemicznie – prądem polaryzacji katodowej – jest często bardziej uzasadnione ekonomicznie.

## Ochrona katodowa galwaniczna
W przypadku galwanicznej ochrony katodowej, są używane wymienne kształtki, wykonane z materiału o niskim potencjale, montowane bezpośrednio na chronionej konstrukcji. W otoczeniu styku na powierzchni chronionej zachodzą reakcje katodowe, np. redukcja tlenu. Chroniony metal nie koroduje dzięki korozji protektora.

### Materiały i urządzenia
Anody galwaniczne muszą się charakteryzować wystarczająco niskim potencjałem i brakiem tendencji do polaryzacji (małe zmiany potencjału w czasie pracy, np. wskutek osadzania się tlenków). Stosuje się np. anody magnezowe, cynkowe, aluminiowe. Do czystych metali są wprowadzane dodatki stopowe, zmniejszające skłonność do pasywacji i szybkość korozji własnej oraz zwiększające równomierność roztwarzania. Do magnezu dodawany jest np. mangan, co obniża potencjał elektrody.
Protektory: 
- magnezowe (powszechnie stosowane w gruncie[1]) zawierają dodatki 5-7% Al, 2-4% Zn, min. 0,15% Mn; mają niski potencjał, lecz ich sprawność jest niewielka (ok. 55%)[1]
- cynkowe (najczęściej stosowane w wodzie morskiej), to czysty 99,99% lub stop zawierający<0,1-0,15% Hg, 0,12-0,15% Al, 0,05-0,1% Cd; są tańsze od magnezowych, należą do grupy protektorów niskopotencjałowych o wysokiej skuteczności (90%)
- aluminiowe, są stosowane tylko w postaci stopów z Zn (do 6%), Sn (0,1-1%) oraz In, Hg, Sn; są protektorami niskopotencjałowymi o sprawności 80%

Do ochrony instalacji ze stopów miedzi stosuje się protektory ze stali węglowej.
Potencjały korozyjne anod magnezowych wynoszą ok. 1,5 do -1,7 V względem elektrody odniesienia Cu/nasyc. CuSO4. W obwodzie ochronnym osiągane jest napięcie 0,6–0,8 V. Anody są umieszczane w gruncie w workach, zawierających aktywator, czyli mieszaninę bentonitu (20% obj.), gipsu (75%) i siarczanu sodu (5%). Bentonit z siarczanem sodu są wprowadzane w celu utrzymania właściwej wilgotności i rezystancji otoczenia anody, gips  poprawia równomierność roztwarzania. Ochrona galwaniczna wymaga odizolowania chronionej konstrukcji od wszystkich instalacji uziemionych. Jest to niemal niewykonalne w sytuacji baz paliw, w których wszystkie urządzenia są zwykle połączone systemem instalacji odgromowej i nie izolowanymi rurociągami.

### Zastosowania
Ocena możliwości zastosowania ochrony galwanicznej jest trudna - wymaga rozpatrzenia wielu informacji na temat konstrukcji instalacji oraz cech środowiska pracy (np. rezystancja i jej zmienność; wilgotność i pH gruntu, zasolenie wody, obecność prądów błądzących i instalacji odgromowych).    
W odniesieniu do instalacji eksploatowanych w gruncie metoda jest stosowana, gdy mają one niewielkie wymiary (np. zbiorniki paliw w gruncie lub w kopcach ziemnych), są dobrze izolowane i znajdują się w środowisku o małej rezystancji. Znaczenie wymienionych ograniczeń maleje w miarę wzrostu jakości stosowanych powłok ochronnych (powłoki dobrze izolujące i trwałe umożliwiają stosowanie mniejszych wartości prądu ochronnego. Nawet w gruncie o wysokiej rezystywności 100-200 Ωm niezbędną gęstość prądu ochronnego można osiągnąć przy użyciu niewielu anod galwanicznych.
Anody galwaniczne nie nadają się, ze względu na duże zapotrzebowanie prądu, do ochrony dużych instalacji, które:
- są niewystarczająco izolowane od otoczenia
- kontaktują z gruntem o różnych właściwościach
- są połączone instalacją odgromową naziemnych części konstrukcji

na przykład do ochrony orurowania otworów wiertniczych lub dużych zbiorników paliwowych (>500m3) o osi pionowej, które zwykle nie są izolowane, a są połączone z siecią odgromową i siecią nie izolowanych rurociągów.
Rurociągi i zbiorniki o osi poziomej i niewielkiej pojemności (do 50m3 dla paliw płynnych i do kilku m³ dla gazu płynnego) mogą być ochraniane galwanicznie, jeżeli:
- nie są połączone z siecią uziemiającą (bezpośrednio ani pośrednio)
- są pokryte powłokami o wystarczającej rezystancji (rząd 104 Ωm2)

Zakres zastosowań jest rozszerzony na nowo projektowane zbiorniki podziemne i zakopcowane o większych pojemnościach (do kilkuset m³), ponieważ w ich projektach przewiduje się stosowanie powłok o zwiększonej trwałości i rezystywności oraz gwarantowanych zabezpieczeń przed kontaktem z sąsiednimi instalacjami uziemionymi.